# Військовий бюджет США

Військовий бюджет Китаю, СРСР, Росії та США у 2019 році в мільярдах доларів.

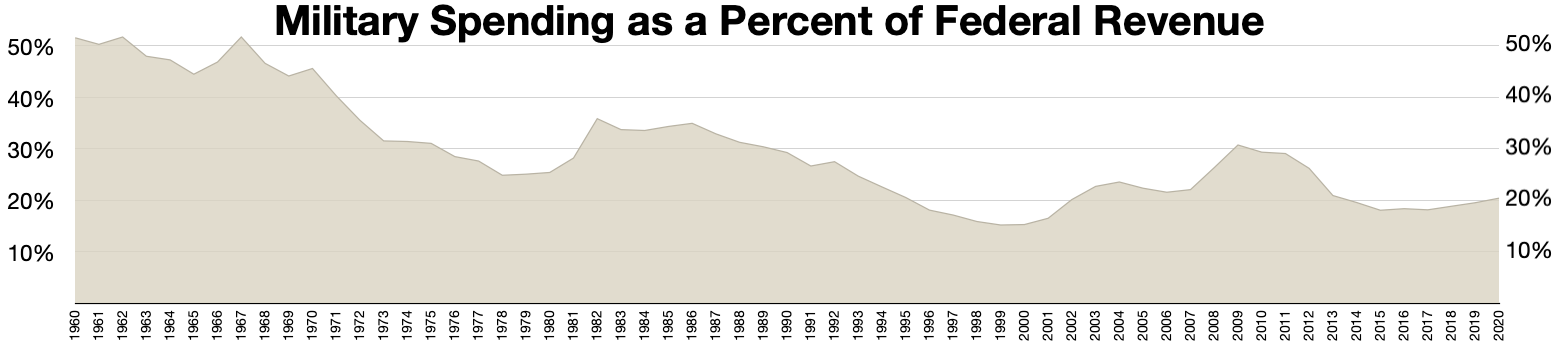
Військові витрати як відсоток доходів федерального уряду.

Військовий бюджет — це найбільша частина дискреційного федерального бюджету Сполучених Штатів, виділена Міністерству оборони, або, ширше, частина бюджету, яка йде на будь-які військові витрати. Військовий бюджет оплачує заробітну плату, навчання та медичне обслуговування військовослужбовців і цивільного персоналу, підтримує озброєння, обладнання та засоби, фінансує операції, а також розробляє та купує нові товари. Бюджет фінансує п'ять напрямів збройних сил США: армію, флот, корпус морської піхоти, військово-повітряні сили та космічні сили.

## Бюджет на 2024 фінансовий рік
Станом на 10 березня 2023 року запит президента на 2023 фінансовий рік становив 842 мільярди доларів. У січні 2023 року міністр фінансів Джанет Єллен оголосила, що 19 січня 2023 року уряд США досягне граничного боргу в 31,4 трильйона доларів. «Дата X», коли уряд США більше не зможе використовувати «надзвичайні заходи», такі як випуск казначейських цінних паперів, оцінюється в червні 2023 року.

## Бюджет на 2023 фінансовий рік
Станом на 2 березня 2022 року Міністерство оборони все ще діяло відповідно до чинної резолюції, яка обмежує витрати, хоча Міністерство оборони має реагувати на світові події, такі як російське вторгнення в Україну у 2022 році. За словами голови комітету Палати представників у справах збройних сил, запит на оборонний бюджет на 2023 фінансовий рік перевищить 773 мільярди доларів. До 9 березня 2022 року було досягнуто двопартійної угоди щодо оборонного бюджету в розмірі 782 мільярдів доларів (як частини загального бюджету в 1,5 трильйона доларів на 2022 фінансовий рік — таким чином уникнувши припинення роботи уряду).
Станом на 4 квітня 2022 року президентський бюджетний запит на 2023 фінансовий рік у розмірі 773 мільярдів доларів США включав 177,5 мільярдів доларів США для армії, 194 мільярди доларів США для ВПС і Космічних сил і 230,8 мільярда доларів США для ВМС і Корпусу морської піхоти (понад 4,1 % від запиту на 2022 фінансовий рік). Станом на 12 грудня 2022 року версії Палати представників і Сенату законопроєкт про дозвіл на національну оборону на 2023 фінансовий рік (NDAA на 2023 фінансовий рік) мали складати 839 мільярдів доларів США та 847 мільярдів доларів США для HASC та SASC відповідно, для компромісної суми 857,9 мільярда доларів США. До 16 грудня 2022 року поточна резолюція про подовження бюджету закінчиться. Президент підписав законопроєкт про асигнування на 2023 фінансовий рік 23 грудня 2022 року.
За даними Стокгольмського міжнародного інституту дослідження проблем миру, військові витрати Сполучених Штатів у 2021 році досягли 801 мільярда доларів на рік.

## Порівняння з іншими країнами

Кругова діаграма, що показує світові військові витрати по країнах у 2019 році, у мільярдах доларів США, згідно з SIPRI

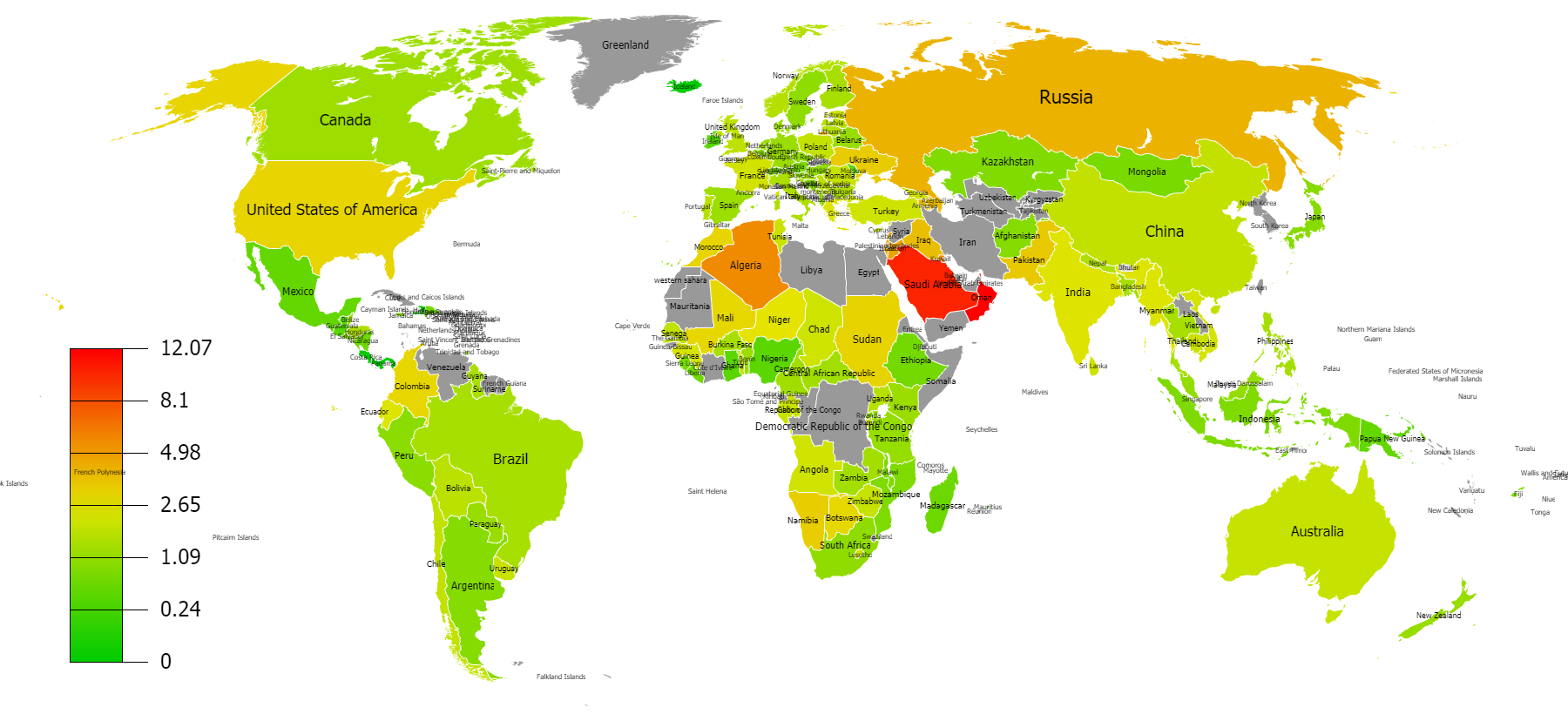
Карта військових витрат у відсотках від ВВП по країнах, 2017

Сполучені Штати витрачають на національну оборону більше, ніж Китай, Індія, Росія, Саудівська Аравія, Франція, Німеччина, Велика Британія, Японія, Південна Корея та Бразилія разом узяті. Військовий бюджет США на 2018 рік становить приблизно 36 % світових витрат на озброєння (для порівняння, ВВП США становить лише 24 % світового ВВП). Бюджет на 2018 рік приблизно у 2,5 раза перевищує військовий бюджет Китаю у 250 мільярдів доларів. Сполучені Штати та їх близькі союзники відповідальні за дві третини-три чверті світових військових витрат (з яких, своєю чергою, США відповідають за більшість). США також мають найбільшу кількість військових баз на іноземній території у всьому світі. Хоча в Сполучених Штатах немає жодної окремої іноземної бази, зараз існує близько 800 баз США в інших країнах. Військові витрати становлять майже 16 % усіх федеральних витрат і приблизно половину дискреційних витрат. У загальному розумінні дискреційні витрати (витрати на оборону та не оборонні) складають одну третину річного федерального бюджету.
2015 року зі свого бюджету в 3,97 трильйона Сполучені Штати витратили 637 мільярдів доларів на військові потреби.
2016 року Сполучені Штати витратили 3,29 % свого ВВП на військові потреби (враховуючи лише основні бюджетні витрати Міністерства оборони), що більше, ніж 2,26 % у Франції та менше, ніж у Саудівської Аравії (9,85 %). Це історично низький показник для Сполучених Штатів, оскільки він досяг піку в 1944 році в 37,8 % ВВП (він досяг найнижчої точки в 3,0 % у 1999—2001 роках). Навіть під час піка війни у В'єтнамі цей відсоток сягнув 9,4 % у 1968 році.
2018 року Сполучені Штати витратили 3,2 % свого ВВП на військові потреби, тоді як Саудівська Аравія витратила 8,8 %, Ізраїль витратив 4,3 %, Пакистан витратив 4,0 %, Росія витратила 3,9 %, Південна Корея витратила 2,6 %, Китай витратив 1,9 %, Британія витрачала на оборону 1,8 %, а Німеччина — 1,2 % свого ВВП.
2009 року військовий бюджет США вийшов на плато, але все ще значно більший, ніж будь-який інший військовий бюджет.

## Огляд та реформа після Другої світової війни

### Після Другої світової війни
Завершення Другої світової війни та початок холодної війни спонукали до швидкого розширення перегони озброєнь. Згодом перерозподіл бюджетів, спричинений декількома війнами та війнами за доручення, змусив Міністерство оборони збільшити дослідження та розробку нових військових систем і обладнання для масового розповсюдження, щоб конкурувати з Радянським Союзом на той час. 17 січня 1961 року тодішній президент Дуайт Д. Ейзенхауер у прощальній промові до Сполучених Штатів попередив народ і уряд США про створення «військово-промислового комплексу». Як спонукав президент Ейзенхауер, війна, можливо, стала індустрією. Також висловлювалося припущення (Ейзенхауер), що збройна промисловість принесе промисловий вплив, подібний до війни, у різні сектори уряду. У частині промови президента Ейзенхауера він заявив: «В урядових радах ми повинні остерігатися отримання невиправданого впливу, бажаного чи небажаного, військово-промисловим комплексом. Потенціал для катастрофічного зростання недоцільної влади існує і зберігатиметься».
Після відходу президента Ейзенхауера видатки та бюджет армії Сполучених Штатів зросли в геометричній прогресії. Холодна війна (1947—1991) призвела до найбільшого на сьогодні розповсюдження ядерного арсеналу. Нові оборонні підрядники встали, щоб задовольнити попит на армію та її різноманітні конфлікти по всьому світу. Крім того, війна в Індокитаї була найбільшим видатком під час холодної війни — приблизно 168 мільярдів доларів США, або приблизно 1 трильйон доларів США за сьогоднішніх завищених витрат.
У заяві від 6 січня 2011 року міністр оборони Роберт М. Гейтс заявив: «Цей департамент просто не може ризикувати йти тим самим шляхом — де наші інвестиційні пріоритети, бюрократичні звички та недбале ставлення до витрат дедалі більше відриваються від реальних загроз сьогодення, зростаючі небезпеки завтрашнього дня та похмурі фінансові перспективи країни». Гейтс запропонував бюджет, який, якщо його схвалить Конгрес, зменшить витрати на багато програм і політики Міністерства оборони, включаючи звіти, ІТ-інфраструктуру, паливо, програми зброї, бюрократію Міністерства оборони та персонал.
Витрати на армійські дослідження, розробки та придбання у 2015 році змінилися з 32 мільярдів доларів США, прогнозованих у 2012 році на 2015 фінансовий рік, до 21 мільярда доларів США на 2015 фінансовий рік, очікуваних у 2014 році.
У 2018 році було оголошено, що Міністерство оборони справді стало об'єктом комплексного бюджетного аудиту. Цей огляд був проведений приватними сторонніми бухгалтерськими консультантами. Аудит закінчився та був визнаний незавершеним через недосконалу практику бухгалтерського обліку у відділі.
У 2022 році Сполучені Штати мали найбільший оборонний бюджет і витрати серед будь-якої іншої країни у світі — близько 777,1 мільярда доларів (22 фінансовий рік). Зростання військового бюджету за останнє десятиліття можна простежити шляхом виробництва нових технологій, таких як винищувачі 5-го покоління для задоволення зростаючого попиту на нові бойові можливості. Також слід зазначити, що значна частина цих витрат була результатом «НДДКР» або досліджень і розробок. Дослідження та розробки є одним з основних напрямків оборонного бюджету Сполучених Штатів.
Противники збільшення бюджетів військових витрат давно стверджують, що Сполучені Штати повинні переорієнтувати та перерозподілити військові бюджети для сприяння соціального забезпечення. Проте прогнози на найближче майбутнє свідчать про те, що оборонний бюджет і його видатки продовжуватимуть зростати в геометричній прогресії. В опублікованому звіті про бюджет на 22 фінансовий рік було надано повноваження збільшити оборонний бюджет приблизно на 17 мільярдів доларів (535 мільярдів із яких є частиною контрактних зобов'язань) з 21 фінансового року. Крім того, адміністрація Байдена запропонував ще одне збільшення бюджету на 23 фінансовий рік до 737 мільярдів доларів. Навпаки, прихильники збільшення оборонних бюджетів США давно стверджують, що такі фактори, як Китай та інші супротивники США, повинні бути під контролем (з військової точки зору).

## Динаміка
- 2000—301,697 млрд. доларів США (3,3 % ВВП)[38]
- 2003—415,223 млрд. доларів США (3,7 % ВВП)[39]
- 2004—464,676 млрд. доларів США (3,9 % ВВП)[39]
- 2005—503,353 млрд. доларів США (3,9 % ВВП)[38]
- 2006—555,950 млрд. доларів США (4,0 % ВВП)[38]
- 2007—586,106 млрд. доларів США (4,0 % ВВП)[38]
- 2008—729,544 млрд. доларів США (5,04 % ВВП)[40]
- 2009—757,466 млрд. доларів США (5,32 % ВВП)[40]
- 2010—720,423 млрд. доларів США (4,81 % ВВП)[41]
- 2011—740,744 млрд. доларів США (4,78 % ВВП)[41]
- 2012—712,947 млрд. доларів США (4,42 % ВВП)[41]
- 2013—680,856 млрд. доларів США (4,03 % ВВП)[42]
- 2014—653,942 млрд. доларів США (3,72 % ВВП)[43]
- 2015—641,253 млрд. доларів США (3,52 % ВВП)[43]
- 2016—656,059 млрд. доларів США (3,52 % ВВП)[43]
- 2017—642,933 млрд. доларів США (3,31 % ВВП)[43]
- 2018—672,255 млрд. доларів США (3,29 % ВВП)[43]
- 2019—750,886 млрд. доларів США (3,51 % ВВП)[43]
- 2020—770,650 млрд. доларів США (3,64 % ВВП)[43]
- 2021—793,990 млрд. доларів США (3,48 % ВВП)[43]
- 2022—821,830 млрд. доларів США (3,45 % ВВП)[43]
- 2023—860,000 млрд. доларів США (3,49 % ВВП)[43]